# Boeberastrum
Boeberastrum es un género de plantas fanerógamas perteneciente a la familia de las asteráceas. Tiene 4 especies descritas y de estas, solo 3 aceptadas.

## Taxonomía
El género fue descrito por (A.Gray) Rydb. y publicado en North American Flora 34(2): 161. 1915.

## Especies aceptadas
A continuación se brinda un listado de las especies del género Boeberastrum aceptadas hasta julio de 2012, ordenadas alfabéticamente. Para cada una se indica el nombre binomial seguido del autor, abreviado según las convenciones y usos.
- Boeberastrum anthemidifolium (Benth.) Rydb.
- Boeberastrum litorale (Brandegee) Rydb.
- Boeberastrum littoralis (Brandegee) Rydb.